# Максим Горький (Архангельський район)
Максим Го́рький (рос. Максим Горький, башк. Максим Горький) — присілок у складі Архангельського району Башкортостану, Росія. Адміністративний центр Арх-Латиської сільської ради.
Населення — 802 особи (2010; 838 в 2002).
Національний склад:
- башкири — 49 %
- росіяни — 33 %